# Elezioni comunali in Veneto del 2005
Il 3 e 4 aprile 2005 (con ballottaggio il 17 e 18 aprile) in Veneto si tennero le elezioni per il rinnovo di numerosi consigli comunali.

## Venezia

### Venezia
| Candidati e Liste                            | Voti    | %      | Seggi |
| -------------------------------------------- | ------- | ------ | ----- |
| Massimo Cacciari                             | 37.488  | 23,22  | -     |
| La Margherita                                | 16.855  | 13,44  | 26    |
| Udeur                                        | 1.784   | 1,42   | 2     |
| Felice Casson                                | 60.837  | 37,68  | 1     |
| Democratici di Sinistra                      | 26.531  | 21,15  | 6     |
| Rifondazione Comunista                       | 8.509   | 6,78   | 1     |
| Federazione dei Verdi                        | 4.882   | 3,89   | 1     |
| Partito Socialista Democratico Italiano      | 4.463   | 3,56   | 1     |
| Comunisti Italiani                           | 2.661   | 2,12   | -     |
| Italia dei Valori                            | 2.544   | 2,03   | -     |
| Socialisti Democratici Italiani              | 1.630   | 1,30   | -     |
| Cesare Campa                                 | 32.726  | 20,27  | 1     |
| Forza Italia                                 | 25.726  | 20,51  | 4     |
| Unione dei Democratici Cristiani e di Centro | 3.966   | 3,16   | -     |
| Raffaele Speranzon                           | 10.021  | 6,21   | 1     |
| Alleanza Nazionale                           | 8.210   | 6,55   | -     |
| Più Donne                                    | 280     | 0,22   | -     |
| Augusto Salvadori                            | 6.905   | 4,28   | 1     |
| Lista Salvadori                              | 3.966   | 3,16   | -     |
| Progetto Nordest                             | 1.175   | 0,94   | -     |
| Alberto Mazzonetto                           | 5.419   | 3,36   | 1     |
| Lega Nord                                    | 4.619   | 3,68   | -     |
| Venezia e Mestre                             | 336     | 0,27   | -     |
| Maurizio Crovato                             | 4.268   | 2,64   | -     |
| Uno di Noi                                   | 3.579   | 2,85   | -     |
| Carlo Ripa di Meana                          | 1.619   | 1,00   | -     |
| Lista Verde Civica                           | 916     | 0,73   | -     |
| Movimento Lavoratori                         | 476     | 0,38   | -     |
| Lista Consumatori                            | 158     | 0,13   | -     |
| Vittorio Salvagno                            | 1.424   | 0,88   | -     |
| Socialisti Laici Liberali                    | 1.461   | 1,16   | -     |
| Giampalo Pighin                              | 494     | 0,31   | -     |
| Progetto Autonomia                           | 465     | 0,37   | -     |
| Francesco Mario D'Elia                       | 264     | 0,16   | -     |
| Movimento Autonomia Venezia e Mestre         | 225     | 0,18   | -     |
| Totale alle liste                            | 125.417 | 100,00 | 41    |
| TOTALE                                       | 161.465 | 100,00 | 46    |

## Treviso

### Castelfranco Veneto
| Candidati e Liste                     | Voti   | %      | Seggi |
| ------------------------------------- | ------ | ------ | ----- |
| Maria Gomierato                       | 6.755  | 34,45  | -     |
| Vivere Castelfranco                   | 6.249  | 36,39  | 18    |
| Livio Frattin                         | 5.027  | 25,64  | 1     |
| Uniti per Castelfranco (DS-FdV)       | 2.400  | 13,97  | 3     |
| Rifondazione Comunista                | 594    | 3,46   | -     |
| Castelfranco Nuova                    | 557    | 3,24   | -     |
| Libertà e Partecipazione (PdCI-altri) | 247    | 1,44   | -     |
| Paolo Pellizzari                      | 4.770  | 24,33  | 1     |
| Lega Nord                             | 1.918  | 11,89  | 3     |
| Partecipazione Democratica Popolare   | 916    | 5,13   | -     |
| Castelfranco Nuova                    | 574    | 3,34   | -     |
| Casa del Cittadino                    | 555    | 3,23   | -     |
| Gianni Battocchio                     | 3.056  | 15,59  | 1     |
| Forza Italia                          | 2.949  | 17,17  | 3     |
| Totale alle liste                     | 17.174 | 100,00 | 27    |
| TOTALE                                | 19.608 | 100,00 | 30    |